# Аријел Холинсхед
Аријел Холинсхед (енгл. Ariel Hollinshead; Алентаун, 24. август 1929) иноваторка је вакцине која третира 4 типа канцера плућа.
Аријел Холинсхед је рођена 1929. године. Њен пут до револуционарног открића, није био једноставан.
Почетак је био на Универзитету Џорџ Вашингтон, где је почела каријеру као млади фармаколог. Иако је често била без разумевања окружења за напоре које улаже, без запослења и без финансијске подршке, Аријел је упорношћу и преданошћу науци исписала прве странице у историји победе над најтежом болести човечанства.
Ова изузетна научница, 1970. године, са пуних 40 година, открила је вакцину необичних својстава, која делује на најопакију болест тог времена - канцер.
Иако су научници оспоравали сам назив вакцина за ту врсту проналаска, већина стручњака се сложила да изум Аријел Холинсхед смањује смртност код оболелих од рака за читавих 50%.
Док класична вакцина делује превентивно, пре појављивања болести, вакцина Ариел Холинсхед делује када се већ утврди канцер. Применом њене имунотерапије утврђено је да се у првих 5 година проценат преживелих болесника креће између 53 и 75%, што је за болест попут канцера, изузетно висок проценат.
У година пре примене вакцине 80% болесника је умирало у прве две године од тренутка када им је дијагностикован канцер.
Поред вакцине, Ариел је патентирала и технику звука ниске фреквенције који изолује антигене из ћелијских мембране.